# Horobîci, Horodnea
Horobîci (în ucraineană Хоробичі) este o comună în raionul Horodnea, regiunea Cernihiv, Ucraina, formată numai din satul de reședință.

## Demografie
Componența lingvistică a comunei Horobîci
     Ucraineană (92,69%)
     Rusă (5,88%)
     Alte limbi (0,16%)
Conform recensământului din 2001, majoritatea populației comunei Horobîci era vorbitoare de ucraineană (92,69%), existând în minoritate și vorbitori de rusă (5,88%) și armeană (1,11%).